# Lotta ai XVII Giochi panamericani
Gli eventi di lotta ai XVII Giochi panamericani si sono svolti al Mississauga Sports Centre di Mississauga, in Canada, dal 15 al 18 luglio 2015. La specialità lotta libera è prevista per ambo i sessi, solo maschile invece la lotta greco-romana, per un totale di 18 podi.

## Calendario
Tutti gli orari secondo il Central Standard Time (UTC-5).
| Data          | Inizio | Fine  | Evento                                             |
| ------------- | ------ | ----- | -------------------------------------------------- |
| Mer 15 luglio | 14:35  | 21:00 | 59, 66, 75 e 85kg greco-romana uomini              |
| Gio 16 luglio | 14:35  | 21:00 | 98 e 130kg greco-romana uomini 48, 53 e 58kg donne |
| Ven 17 luglio | 14:35  | 21:00 | 57, 65kg libera uomini 63, 69 e 75kg libera donne  |
| Sab 18 luglio | 14:35  | 21:00 | 74, 86, 97 e 125kg libera uomini                   |

## Risultati

### Uomini
| Evento       | Oro              | Argento        | Bronzo                         |
| Freestyle    |                  |                |                                |
| 57 kg        | Yowlys Bonne     | Angel Escobedo | Emir Hernandez Pedro Mejias    |
| 65 kg        | Brent Metcalf    | Franklin Marén | Haislan Garcia Franklin Gómez  |
| 74 kg        | Jordan Burroughs | Yoan Blanco    | Christian Sarco Liván López    |
| 86 kg        | Reineris Salas   | Jake Herbert   | Tamerlan Tagziev Jaime Espinal |
| 97 kg        | Kyle Snyder      | Arjun Gill     | Jose Diaz Jesse Ruiz           |
| 125 kg       | Zach Rey         | Korey Jarvis   | Andrés Ramos Edgardo López     |
| Greco-romana |                  |                |                                |
| 59 kg        | Andres Montaño   | Ali Soto       | Cristóbal Torres Spenser Mango |
| 66 kg        | Wuileixis Rivas  | Bryce Saddoris | Miguel Martínez Mario Molina   |
| 75 kg        | Andrew Bisek     | Alvis Almendra | Carlos Muñoz Juan Escobar      |
| 85 kg        | Jon Anderson     | Querys Pérez   | Cristian Mosquera Alan Vera    |
| 98 kg        | Yasmany Lugo     | Kevin Mejía    | Luillys Pérez Davi Albino      |
| 130 kg       | Mijaín López     | Andrés Ayub    | Josué Encarnación Robby Smith  |

### Donne
| Evento    | Oro                | Argento           | Bronzo                               |
| Freestyle |                    |                   |                                      |
| 48 kg     | Genevieve Morrison | Thalia Mallqui    | Alyssa Lampe Carolina Castillo       |
| 53 kg     | Whitney Conder     | Alma Valencia     | Yamilka del Valle Betzabeth Arguello |
| 58 kg     | Joice Silva        | Yakelin Estornell | Yanet Sovero Lissette Antes          |
| 63 kg     | Braxton Stone      | Katerina Vidiaux  | Erin Clodgo Jackeline Rentería       |
| 69 kg     | Dori Yeats         | María Acosta      | Diana Miranda Luz Vázquez            |
| 75 kg     | Adeline Gray       | Justina Distasio  | Aline Ferreira Lisset Hechavarría    |

## Medagliere
| Posiz. | Nazione         | Oro | Argento | Bronzo | Totale |
| ------ | --------------- | --- | ------- | ------ | ------ |
| 1      | Stati Uniti     | 8   | 3       | 4      | 15     |
| 2      | Cuba            | 4   | 3       | 6      | 13     |
| 3      | Canada          | 3   | 3       | 2      | 8      |
| 4      | Venezuela       | 1   | 2       | 5      | 8      |
| 5      | Ecuador         | 1   | 1       | 1      | 3      |
| 6      | Brasile         | 1   | -       | 2      | 3      |
| 7      | Messico         | -   | 2       | 3      | 5      |
| 8      | Perù            | -   | 1       | 2      | 3      |
| 9      | Cile            | -   | 1       | 1      | 2      |
| 10     | Honduras        | -   | 1       | -      | 1      |
|        | Panama          | -   | 1       | -      | 1      |
| 12     | Colombia        | -   | -       | 5      | 5      |
| 13     | Porto Rico      | -   | -       | 3      | 3      |
| 14     | Argentina       | -   | -       | 1      | 1      |
|        | Rep. Dominicana | -   | -       | 1      | 1      |
| TOTALE | TOTALE          | 18  | 18      | 36     | 72     |